# 大中河
大中河，也称中河，是位于中华人民共和国云南省南部地区的一条河流，为澜沧江左岸支流。源流称纳别河，发源于西双版纳傣族自治州景洪市景讷乡勐板村东北波罗大山西侧，蜿蜒向西南流，左纳勐板河后转西北流，之后干流又称平坝河，至普洱市思茅区边界转西流，成为普洱与西双版纳之间的界河，流入大中河水库。干流出库后向西北进入普洱市思茅区境内，在思茅区大致呈“M”形走向，最后于思茅港镇那澜村委会糯扎渡第一村西南汇入澜沧江。河流全长68.5千米，流域面积549.7平方千米，天然落差886米，河道平均比降10.8‰。